# L'escola d'Atenes
L'escola d'Atenes (en italià: Scuola di Atene) és una de les pintures més famoses de l'artista renaixentista italià Rafael. Va ser pintada entre el 1510 i el 1511 com a part de l'encàrrec a Rafael de decorar amb frescos tots els salons del Palau Apostòlic del Vaticà que ara es coneixen com les Estances de Rafael.
Es troba a l'Estança de la Signatura, la primera que Rafael va decorar. Com que el fresc es va fer sobre la secció de filosofia de la llibreria del papa Juli II, l'Escola d'Atenes representa els més grans filòsofs de l'antiguitat clàssica. A la paret del davant, Rafael hi havia pintat La disputa del Sagrament, que representava el tron celestial i els més grans teòlegs terrenals. D'aquesta manera, quedava plasmat l'ideari de Juli II, que defensava que fe i raó podien anar juntes.
Per a representar els rostres dels personatges, Rafael es va basar en personalitats de l'època. Per desgràcia, l'artista no va deixar cap relació dels filòsofs que apareixen a la pintura ni de la persona en què estan basats, de manera que en molts casos la identificació és confusa. En aquesta obra, Rafael adapta l'espai a les lleis de la superfície, ordenant les figures d'esquerra a dreta i trencant la perspectiva amb els murs laterals.

## Els filòsofs
La identitat d'alguns filòsofs de la pintura, com Plató o Aristòtil, és indiscutible, però els estudiosos no es posen d'acord en algunes de les altres figures. La identificació més comuna és la següent: 

Els noms entre parèntesis són personatges contemporanis de Rafael la semblança dels quals l'artista utilitzà per pintar els filòsofs.
1: Zenó de Cítion o Zenó d'Elea? —
2: Epicur —
3: Desconegut (Frederic II de Màntua?) —
4: Boeci o Anaximandre o Empèdocles? —
5: Averrois —
6: Pitàgores —
7: Alcibíades o Alexandre el Gran? —
8: Antístenes o Xenofont? —
9: Hipàcia (Francesco Maria della Rovere o l'amant de Rafael Margarida)
10: Èsquines o Xenofont? —
11: Parmènides? —
12: Sòcrates —
13: Heràclit (Michelangelo) —
14: Plató (Leonardo da Vinci) —
15: Aristòtil —
16: Diògenes —
17: Plotí? —
18: Euclides o Arquimedes amb estudiants (Bramante)? —
19: Estrabó o Zoroastre? (Baldassare Castiglione o Pietro Bembo) —
20: Ptolemeu —
R: Apel·les (Rafael) —
21: Protògenes (Perugino).

### El centre: Plató i Aristòtil

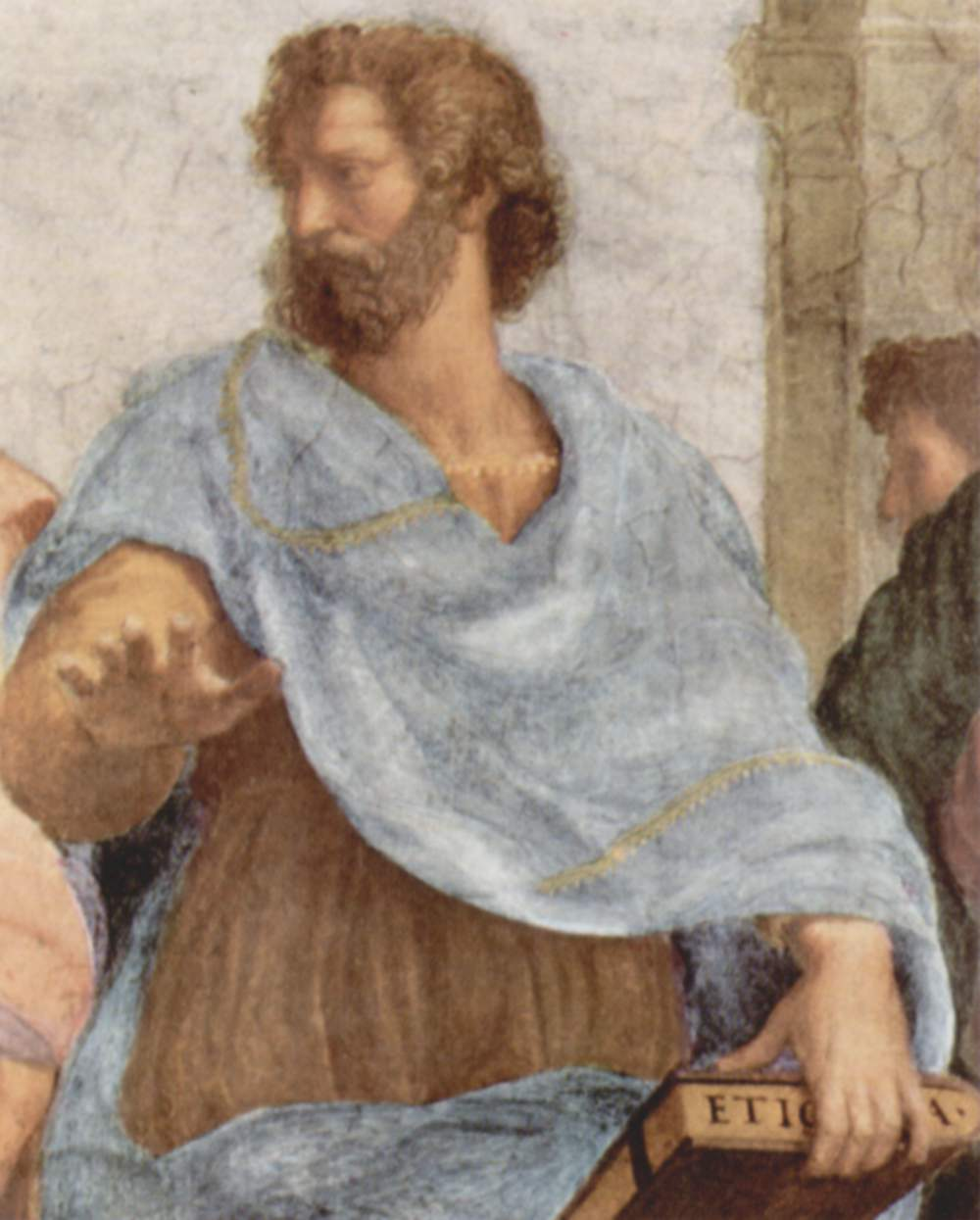
Aristòtil, volent mantenir-se de peus a terra

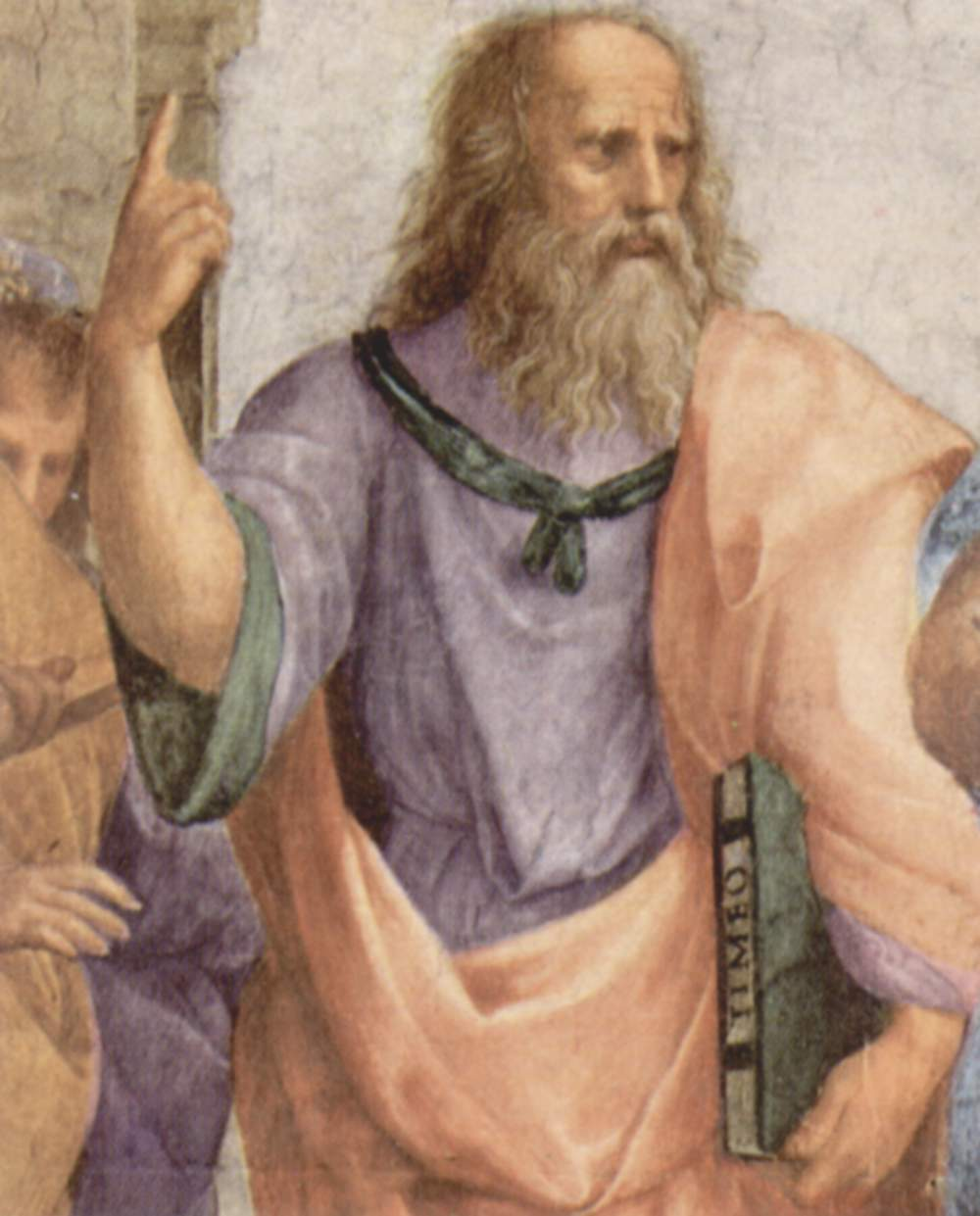
Plató, assenyalant cap al món de les idees

Al centre, en segon terme, i al punt de fuga de la composició, s'hi representen Plató i Aristòtil, els filòsofs grecs considerats com els més importants de la història. Estan drets en actitud majestuosa i vestits amb una toga romana. Cadascú sosté a la mà una de les seves obres més significatives: el Timeu i l'Ètica a Nicòmac, respectivament. Els seus gestos també representen els seus interessos en el camp filosòfic: Plató assenyala cap al cel i Aristòtil gesticula cap a la Terra (de la mateixa manera, el Timeu és un diàleg sobre l'origen del món, mentre que l'Ètica aristotèlica tracta sobre el comportament dels humans a la Terra). Rafael vol mostrar clarament l'oposició de la platònica teoria de les idees amb l'observació empírica predicada per Aristòtil.
La vestimenta dels dos filòsofs també s'ha interpretat en aquest sentit: el vermell i el blanc de Plató representarien els elements eteris del foc i l'aire, mentre que Aristòtil portaria el blau i marró dels elements mundans de l'aigua i la terra. Rafael representa Plató amb el rostre de Leonardo da Vinci, que recentment havia visitat el Vaticà tot fent recerca per a una de les seves obres.

### El primer terme

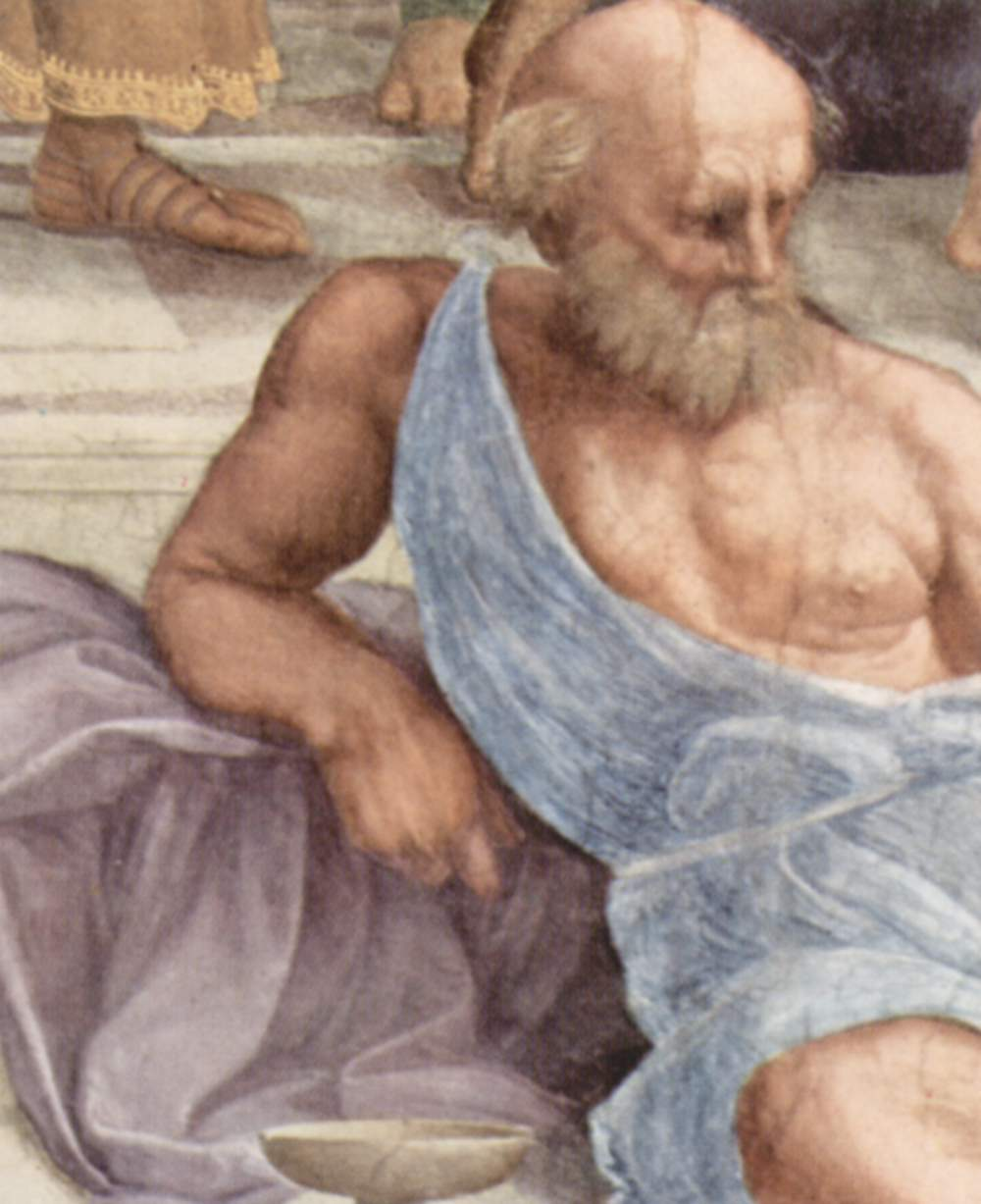
Diògenes el cínic

A la part central, hi ha una figura estirada que s'identifica amb Diògenes de Sinope, el filòsof cínic. Se'l mostra aïllat dels altres personatges perquè Diògenes també es mantenia separat de la resta i sempre va rebutjar els honors i homenatges que els seus contemporanis li oferien. Va portar una vida lluny dels plaers terrenals, vivint com un captaire i despreocupant-se de les possessions o del confort. La seva roba i el seu aspecte són descuidats. Solia beure al riu amb l'ajuda d'un bol de fusta, que es pot veure al seu costat.

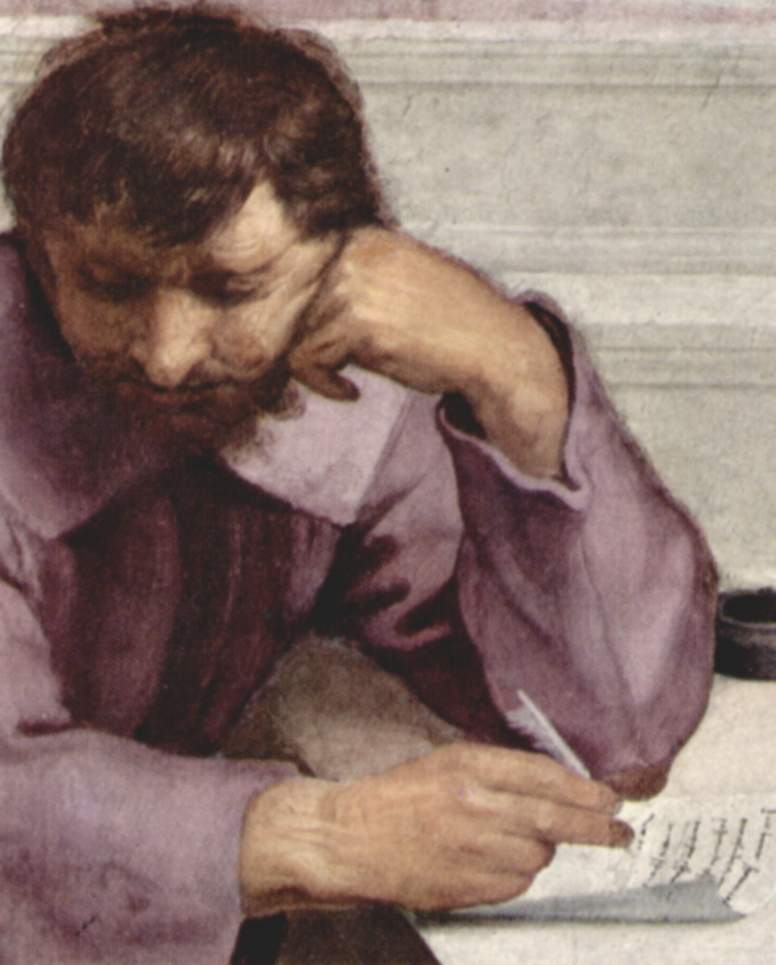
Heràclit d'Efes

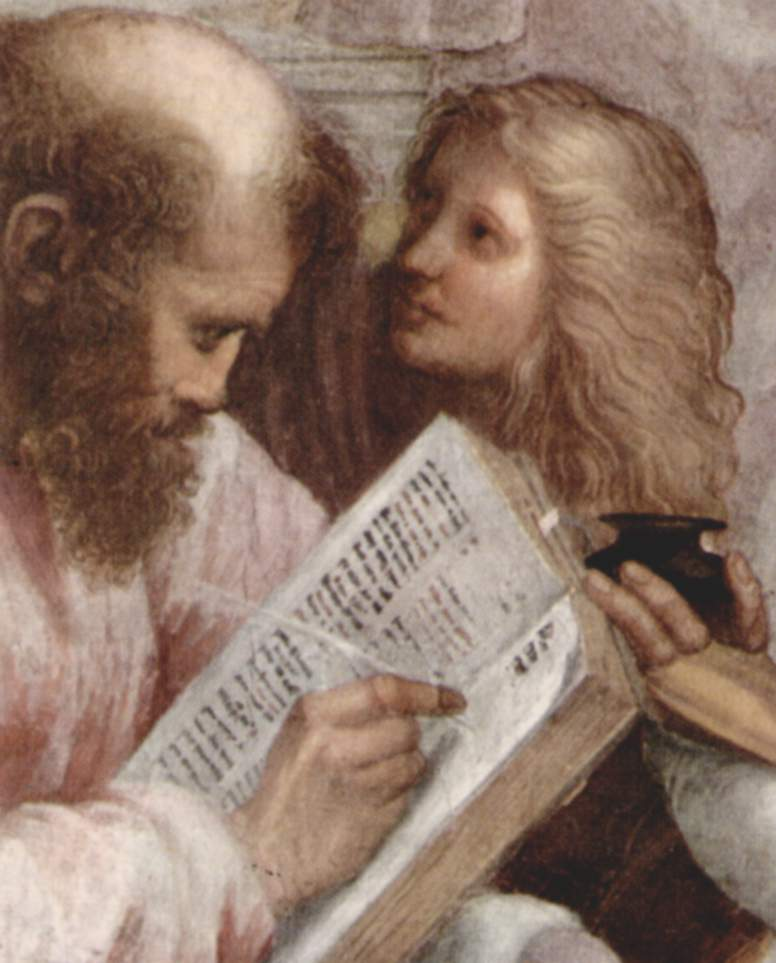
Pitàgores

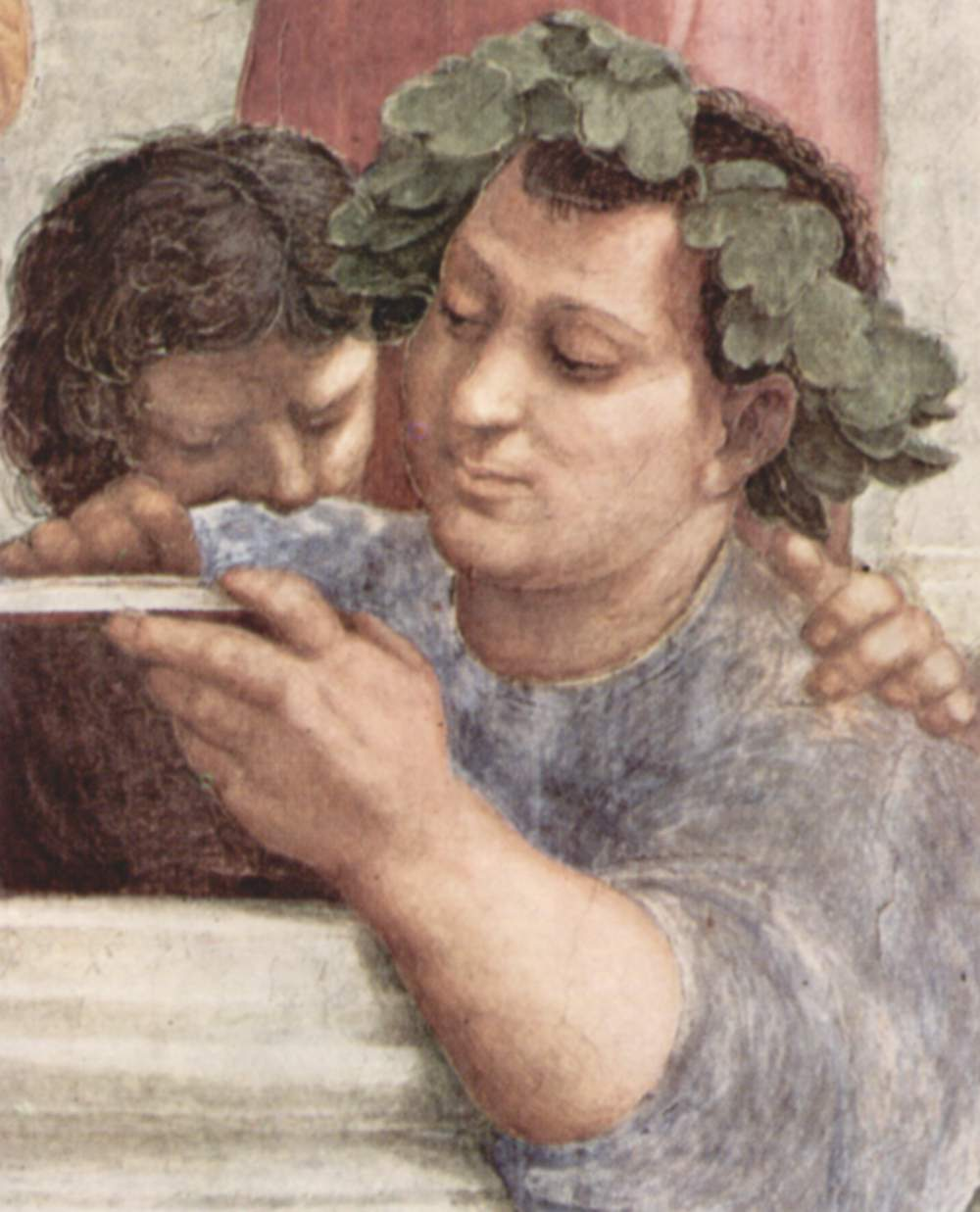
Epicur

Cap a la banda esquerra, comença el grup dels filòsofs teòrics. Heràclit l'obscur (s. VI aC), el filòsof pessimista, està separat de la resta remarcant el seu mal caràcter, i escriu les seves reflexions sobre un bloc de marbre. Està representat amb el rostre de Michelangelo Buonarroti, que en aquells temps es trobava pintant la Capella Sixtina. Com Heràclit, Miquel Àngel també era conegut pel seu mal geni. Darrere seu, hi trobem possiblement Parmènides, un autor la filosofia del qual s'ha presentat com a oposada a la d'Heràclit.
Parmènides sembla estar parant atenció a una demostració de Pitàgores, assegut a terra. El matemàtic està anotant en un llibre les relacions geomètriques compreses en la figura representada a la pissarra negra que li sostenen davant. Es tracta de l'epogdoon, que mostra les relacions que hi ha entre l'harmonia de la música i les lleis matemàtiques.
Al voltant de Pitàgores, s'hi pot reconèixer Averrois, el filòsof islàmic que feu redescobrir els clàssics a Occident i li va obrir les portes al coneixement musulmà i oriental, que és fàcilment identificable pel turbant. A la seva esquerra, hi trobem Epicur, coronat amb branques de parra, per simbolitzar la dedicació epicúria als plaers de la vida. L'infant de cabells arrissats de darrere d'Epicur és Frederic de Màntua, aleshores un hoste a la cort de Juli II. I finalment, a l'extrem esquerre, hi trobem un home vell, que podria ser Zenó de Cítion o Zenó d'Èlea.
A la banda dreta, trobem el grup de filòsofs empírics: Euclides (o Arquimedes) es troba demostrant un teorema amb un compàs, amb quatre joves aprenents observant-lo. Per a fer els trets del personatge, Rafael va utilitzar els del seu mentor, Bramante, l'arquitecte que havia projectat les parets sobre les quals treballava i que l'havia recomanat al papa.

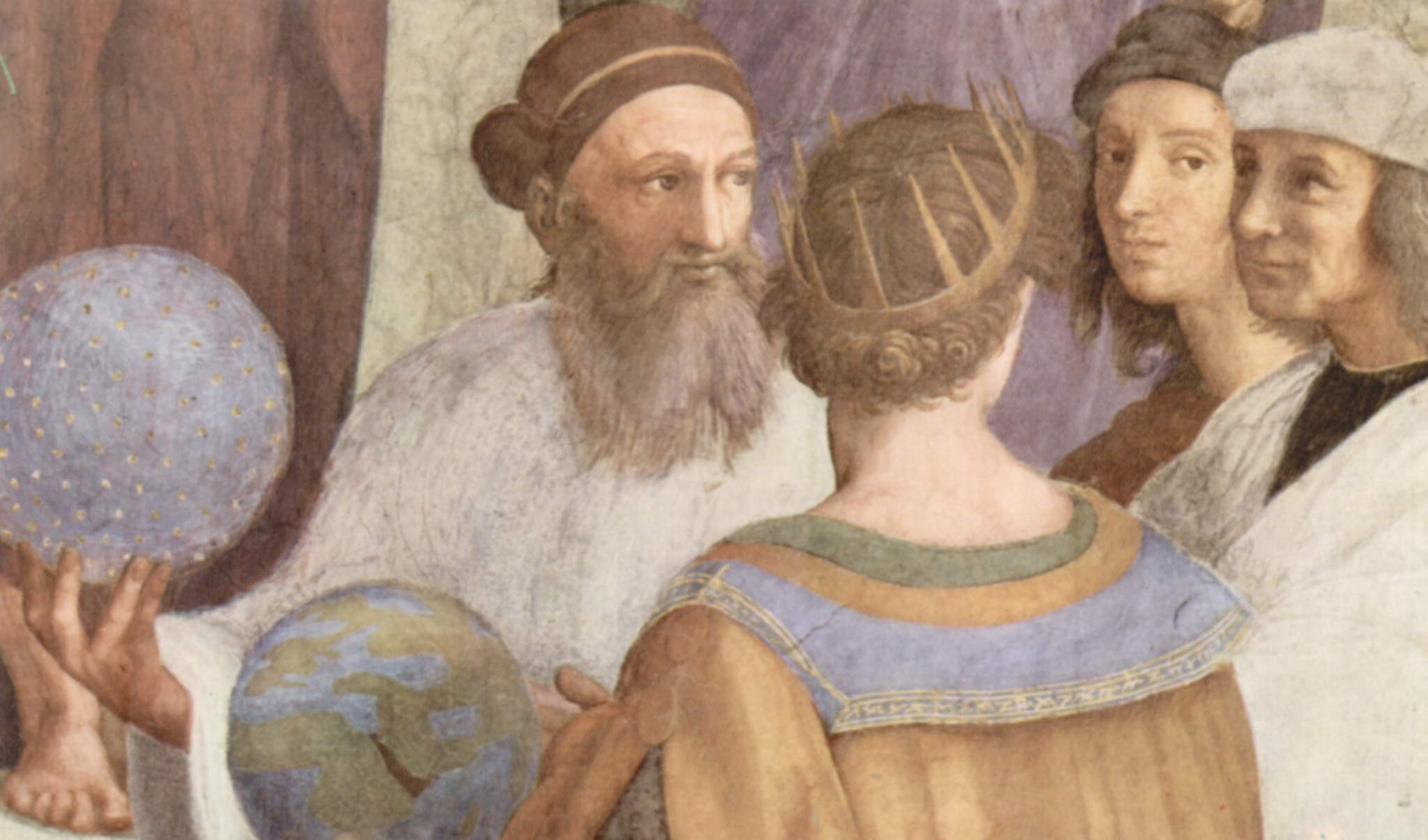
Ptolemeu, Estrabó (o Zoroastre) i Rafael

Darrere del grup, hi trobem Claudi Ptolemeu, d'esquena i sostenint una esfera terrestre (geografia), tot conversant amb un altre filòsof que sosté una esfera celestial (astronomia). L'interlocutor de Ptolemeu podria ser Estrabó, o potser Zoroastre. La corona utilitzada per a representar Ptolemeu va ser copiada per Rafael d'unes monedes de la dinastia macedònica de faraons amb el mateix nom que va governar Egipte del 323 al 30 aC.
Per acabar, a l'extrem esquerre i just al costat de Ptolemeu, Rafael hi situa el seu autoretrat, representant-se a ell mateix com el pintor clàssic grec Apel·les. Els seus ulls miren directament el públic.

### El segon terme
Al grup a la dreta de Plató, hi trobem el seu mestre Sòcrates, en la seva disposició habitual de conversa i interrogació. Entre el grup que discuteix amb Sòcrates, hi ha diverses persones de difícil identificació. El personatge amb casc podria ser el capitost atenenc Alcibíades, o Alexandre el Gran. Els altres podrien ser el poeta Xenofont o l'orador Èsquines.
Més a la dreta, hi trobem un personatge que fa senyals amb la mà a una persona que entra a la sala perquè aquesta deixi de córrer, per simbolitzar la necessitat de fer silenci a les biblioteques. L'únic personatge identificable del grup de la dreta és l'home amb barba blanca cobert amb túnica marró, que podria correspondre al fundador del neoplatonisme, Plotí. Porfiri el descriu com un home «d'un altre món», i podria ser aquest el motiu pel qual es troba aïllat de la resta. Al capdamunt de la cúpula, hi ha un medalló amb l'aforisme Causarum cognitio («el coneixement de les causes»).